# Alternanthera helleri
Alternanthera helleri là một loài thực vật thuộc họ Amaranthaceae. Đây là loài đặc hữu của Ecuador. 
Alternanthera helleri là một loài nở hoa vào mùa thu. Người ta cho rằng chúng có màu xanh từ 90-100% thời gian trong năm tùy theo độ cao nó sinh sống. Lá loài này rất độc cho con người.